# Bernhard Schmidt
Pour les articles homonymes, voir Schmidt.
Ne doit pas être confondu avec Bernhard Schmidt (philologue).
Bernhard Schmidt, né le 11 avril 1879, à Nargen dans le gouvernement d'Estland (Empire russe) et mort le 1er décembre 1935, à Hambourg est un astronome et opticien allemand de la Baltique.

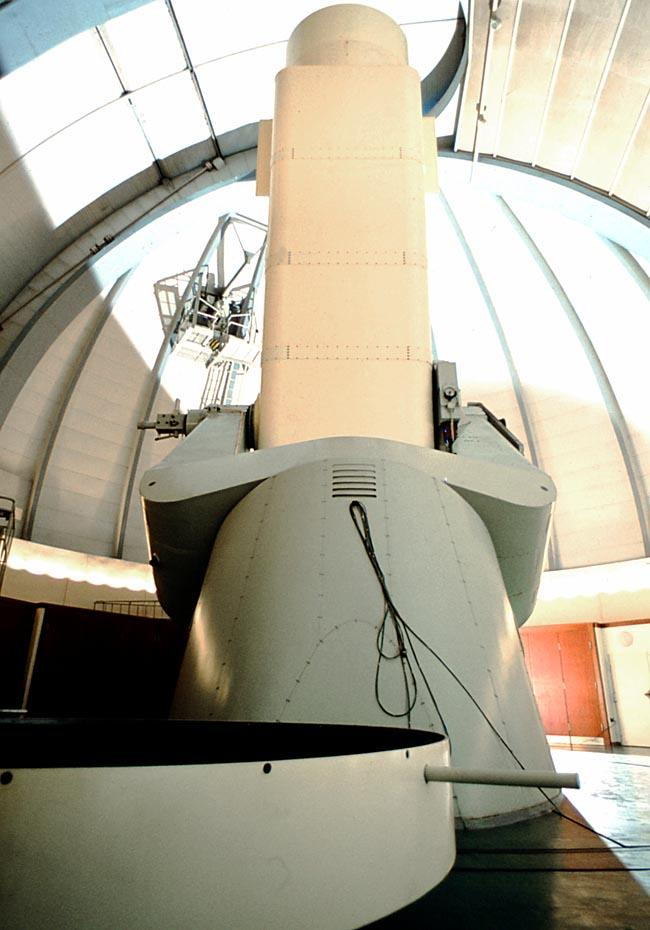
télescope de Schmidt de 2 mètres (télescope Alfred-Jensch, à Tautenburg, en Thuringe (Allemagne)

## Biographie
À 15 ans, il perd sa main et son bras droit lors d'une expérience avec de la poudre à canon. Malgré cet accident, il polit à la main au cours de sa vie de nombreux miroirs et lentilles.
Il suit des cours dans une école technique à Göteborg, en Suède, puis en Allemagne à Mittweida. À partir de 1901, il fabrique des lentilles et des miroirs pour les astronomes. En 1905, il fabrique un miroir de 40 cm de diamètre pour l'observatoire astrophysique de Potsdam. Il est rattaché, en 1926, à l'observatoire astronomique de Hambourg, où il travaille sur les montures des lunettes et des télescopes aussi bien que sur leurs systèmes optiques.
En remplaçant le miroir parabolique du télescope par un miroir sphérique et sa lame correctrice, Schmidt améliora la qualité de l'image du télescope. Il inventa en 1930 un nouveau système de télescope aujourd'hui connu sous le nom de « chambre de Schmidt ».
L'astéroïde (1743) Schmidt a été nommé en son honneur.
La biographie de Bernhard Schmidt a inspiré à l'écrivain estonien Jaan Kross un roman, Vastutuulelaev (L'Œil du grand Tout), qui a été traduit en français par Jean-Luc Moreau.